# Ramona (sèrie de televisió)
Ramona és una sèrie de televisió xilena transmesa per Televisión Nacional de Chile i produïda per Wood Producciones. Va ser creada per Guillermo Calderón i dirigida per Andrés Wood. És protagonitzada per Giannina Fruttero, Paola Lattus i Belén Herrera. Amb les actuacions de Daniel Muñoz, Francisca Lewin, Roberto Farías, Andrea Freund, Roxana Naranjo, entre d'altres.
La serie se adjudicó en el 2013 los fondos del Consejo Nacional de Televisión, evaluados en $513.362.073, para su realización. La sèrie es va adjudicar en el 2013 els fons del Consell Nacional de Televisió, avaluats en $513.362.073, per a la seva realització. Els enregistraments van finalitzar el 24 d'octubre de 2015.

## Trama
A fins de la dècada dels seixanta, Ramona (Giannina Fruttero) i Helga (Belén Herrera), són dues joves germanes, els qui es veuen obligades a deixar la seva vida en el camp per a emigrar a Santiago, després que la seva mare morís i fos insuportable continuar aguantant els abusos del seu pare. Les noies arriben a la gran ciutat amb l'esperança de trobar un parent llunyà que finalment mai va existir. Sense sostre on dormir, les pageses s'assenten en un campament instal·lat als afores de la capital. És aquí on coneixeran a Carmen (Paola Lattus), una prostituta que els ensenyarà com sobreviure en aquest món marginal.
A poc a poc, les tres dones s'involucraran en un moviment polític que promou l'adquisició d'aquests terrenys, comprometent-se a més a treure-les de la pobresa. Per a sobreviure començaran a treballar fent lavabo, rentant roba i ballant en clubs nocturns. Aquestes dones també viuran l'amor i dolor. Així, hauran de lluitar per viure en una ciutat que comença a créixer i desenvolupar-se.
Ramona abasta els canvis polítics i socioculturals del Xile que abraçava la turbulenta dècada dels setanta, amb temàtiques com la reforma agrària i el sorgiment de les poblacions marginals en la perifèria de la ciutat, conegudes anteriorment com a "poblacions callampas".

## Elenc
| Actor             | Personatge       |
| ----------------- | ---------------- |
| Giannina Fruttero | Ramona Sandoval  |
| Belén Herrera     | Helga Sandoval   |
| Paola Lattus      | Carmen Pino      |
| Daniel Muñoz      | Héctor Carter    |
| Roberto Farías    | Nelson Peña      |
| Francisca Lewin   | Soledad Ortúzar  |
| Andrea Freund     | Patricia García  |
| Marcial Tagle     | Dionisio Cruz    |
| Gabriela Aguilera | Zoila Núñez      |
| Roxana Naranjo    | Eugenia Salazar  |
| Andrew Bargsted   | Sergio Cruz      |
| Valentina Flores  | Luisa Ortúzar    |
| Luis Dubó         | Víctor Lizana    |
| Trinidad González | Teresa Cifuentes |
| Mario Soto        | Mario Rubio      |
| Sergio Piña       | Máximo Valdés    |

## Premios i nominacions
| Any  | Premi                                                        | Categoria                                              | Nominats          | Resultats  |
| ---- | ------------------------------------------------------------ | ------------------------------------------------------ | ----------------- | ---------- |
| 2017 | Festival Internacional de Programes Audiovisuals de Biarritz | Millor sèrie                                           | Millor sèrie      | Guanyador  |
| 2017 | Festival Internacional de Programes Audiovisuals de Biarritz | Millor interpretació femenina en sèries                | Giannina Fruttero | Guanyadora |
| 2018 | Premis Platino                                               | Millor Interpretació Femenina en Minisèrie o Teleserie | Giannina Fruttero | Nominada   |
| 2018 | Premis Pulsar                                                | Millor música per audiovisuals                         | Miranda y Tobar   | Nominats   |
| 2019 | Premis Caleuche                                              | Millor actriu protagonista                             | Giannina Fruttero | Guanyadora |
| 2019 | Premis Caleuche                                              | Millor actriu protagonista                             | Belén Herrera     | Nominada   |
| 2019 | Premis Caleuche                                              | Millor actriu protagonista                             | Paola Lattus      | Nominada   |
| 2019 | Premis Caleuche                                              | Millor actor de suport                                 | Héctor Alfaro     | Nominat    |